# Іванов Іван Олексійович (дипломат)
Іван Олексійович Іванов (нар. 1906, Великі Луки — пом. 11 липня 1948, Кабул) — радянський військовий діяч (генерал-майор з 4 лютого 1943 року) і дипломат (Надзвичайний і Повноважний Посланник другого класу з 14 червня 1943 року).

## Біографія
Народився у 1906 році в місті Великих Луках Новгородської губернії Російської імперії. (нині Псковська область, Росія). Член ВКП(б) з 1926 року. До 1929 року працював секретарем Себізького повітового комітету ВЛКСМ у Карельській АРСР. Протягом 1929—1938 років служив в Червоній армії.
З 1938 року працював в Народному комісаріаті закордонних справ СРСР. З 1939 року по жовтень 1947 року — повноважний представник, згодом надзвичайний та повноважний посланник СРСР у Монголії. З 27 травня по 11 липня 1948 року — надзвичайний та повноважний посол СРСР в Афганістані. Помер в Кабулі 11 липня 1948 року. Похований в Москві на Новодівичому кладовищі.